# ミュリエル・スパーク
デイム・ミュリエル・スパーク DBE（Dame Muriel Spark, DBE, 1918年2月1日 - 2006年4月13日）は、スコットランドの小説家。

## 生涯
ミュリエル・サラ・キャンバーグ（Muriel Sarah Camberg）はエディンバラでユダヤ人の父と聖公会派の母の間に生まれ、ジェームズ・ギルスピー女子高等学校（James Gillespie's High School for Girls）で教育を受けた。1934年から1935年にかけて、彼女はヘリオット・ワット大学で「営業文書および大意筆記」を専攻した。その後は短期間英語教師を務めた後、デパートの秘書役として働いた。
1937年にシドニー・オズワルド・スパークと結婚。彼とともにローデシア（現在のジンバブエ）へ移住し、一人息子をもうけたが、結婚生活は不幸なものであった。彼女は1944年にイギリスへ戻り、第二次世界大戦中は諜報機関で活動した。
戦後、結婚後の名前ミュリエル・スパーク名義で、本格的に執筆活動を開始した。最初は詩や文芸評論が主な活動であり、1947年に『ポエトリー・レビュー』誌の編集者となった。1954年にはローマ・カトリック教会に参加し、彼女自身はこのことが自分が小説家になる決定的な理由だったと見なしていた。スパークの同時代人で、同じく小説家のペネロピ・フィッツジェラルドは、彼女がいかに「自分がカトリック教徒になるまでは、小説家がそうする必要があるように、人間の存在を総括してみるということができなかった」ということを強調していたかを述べている。
1957年に最初の小説『慰める者たち』The Comfortersが出版されたが、彼女の小説で最も評判となったのは、1961年の『ミス・ブロウディの青春』The Prime of Miss Jean Brodieであった。スパークの、主題や語調に対する独創性は、最初期から顕著なものであった。『慰める者たち』には自分が小説の登場人物であることを知っているキャラクターが登場し、『ミス・ブロウディの青春』では登場人物の過去から未来への物語を同時に展開した。
数年間ニューヨークで暮らした後、彼女はローマへと移住し、そこで1968年に彫刻家のペネロピ・ジャーディンと出会う。1970年代初頭に彼女らはイタリアのトスカーナ地方に落ち着き、チヴィテッラ・デッラ・キアーナ（Civitella della Chiana）という村で暮らした。この村は2005年に彼女を名誉住民に選んでいる。彼女はニューヨーク時代からしばしばレズビアンであるという噂の対象であったが、本人も友人達も否定していた。
スパークは1992年に英国インガーソル財団T・S・エリオット賞を、1997年に英国文学賞を受賞。1993年には、文学への貢献が認められ、大英帝国勲章を受勲した。
2006年4月13日、フィレンツェで逝去。88歳であった。

## 主な小説作品
- 慰める者たち The Comforters （1957年）
- ロビンソン Robinson （1958年）
- 『メメント・モリ（死を忘れるな）』 Memento Mori （1959年）
  - 『死を忘れるな』永川玲二訳　白水社、白水Uブックス、1964
  - 『不思議な電話 メメント・モーリー』今川憲次訳 東京新聞出版局 1981
- 『立去れ鳥』 The go-away bird and other stories 海老塚博訳 酒井書店 1966
- ペッカム・ライのバラード The Ballad of Peckham Rye （1960年）
- 『独身者』 The Bachelors （1960年）工藤昭雄訳 新潮社 1962 のち主婦の友社「キリスト教文学の世界」に収録
- 『ミス・ブロウディの青春』The Prime of Miss Jean Brodie （1961年）岡照雄訳 筑摩書房 1973
- 『貧しい娘たち』The Girls of Slender Means （1963年）岡照雄訳 『ミス・ブロウディの青春』所収
- 『マンデルバウム・ゲイト』The Mandelbaum Gate （1965年）小野寺健訳「世界の文学」集英社、1977
- The Public Image （1968年）

1969年度ブッカー賞候補作品。
- 『運転席』The Driver's Seat （1970年）深町真理子訳 早川書房 1972

1974年にイタリアで映画化。
- 『邪魔をしないで』Not to Disturb （1971年）深町真理子訳 早川書房 1981
- 『ホットハウスの狂影』The Hothouse by the East River （1973年）大社淑子訳 早川書房 1981
- The Abbess of Crewe （1974年）
- The Takeover （1976年）
- Territorial Rights （1979年）
- Loitering with Intent （1981年）

1981年度ブッカー賞候補作品。
- 『ヨブと妻』 The Only Problem （1984年）
- A Far Cry From Kensington （1988年）
- 『シンポジウム』 Symposium （1991年）正岡雅子訳 筑摩書房 1998
- 『現実と夢』 Reality and Dreams （1996年）
  - 『寝ても覚めても夢』木村政則訳、河出書房新社　2015
- Aiding and Abetting （2000年）
- 『最終校』 The Finishing School （2004年）
- 『ポートベロー通り スパーク幻想短編集』小辻梅子訳 社会思想社 現代教養文庫  1990
- 『バン、バン!はい死んだ ミュリエル・スパーク傑作短篇集』木村政則訳 河出書房新社 2013